# Alice Voinescu
Alice Voinescu (Turnu-Severin, Reino de Rumanía,10 de febrero de 1885-4 de junio de 1961) fue una escritora, ensayista, profesora universitaria, crítica de teatro y traductora rumana. Fue la primera mujer en Rumania en obtener un título y posteriormente un doctorado en Filosofía, respectivamente en 1908 y 1913.
En 1922 se convirtió en profesora de historia del teatro en lo que sería la Real Academia de Música y Arte Dramático de Bucarest, donde enseñó durante más de dos décadas. En 1948, fue apartada de su departamento y pasó un año y siete meses en las cárceles de Jilava y Ghencea. Tras su detención, permaneció bajo arresto domiciliario en el pueblo de Costești, cerca de Târgu Frumos, hasta 1954. En 1997 se descubrió y publicó su diario póstumo, que abarca el periodo de entreguerras y el periodo comunista de la historia de Rumanía.

## Biografía
Alice Steriadi nació el 10 de febrero de 1885 en Drobeta Turnu-Severin, Reino de Rumania, hija de Massinca (de soltera Poenaru) y Sterie Steriadi. Era una de las tres hijas de una familia de clase media alta, su padre abogado educado en París y su madre descendía de Petrache Poenaru, el destacado reformador educativo, y la pareja proporcionó una educación de Europa occidental a sus hijas. Con 5 años, Steriadi podía leer tanto rumano como alemán y, a los seis estaba estudiando francés. Estudió en el Liceo de Turnu-Severin antes de matricularse en la Universidad de Bucarest. Después de graduarse en 1908 en la Facultad de Letras y Filosofía en Bucarest realizó una gira académica por Europa estudiando primero en la Universidad de Leipzig, con Theodor Lipps y Johannes Volkelt, quienes le presentaron el trabajo de Hermann Cohen sobre Immanuel Kant. Después se fue a Múnich y en 1910 a París para estudiar en la Sorbona. Durante la primavera de 1911, en Marburg, Alemania, supervisó clases impartidas en la Universidad de Marburg con Cohen. Continuó su educación en París en la Sorbona, estudiando con Lucien Lévy-Bruhl, obteniendo un doctorado cum laude en filosofía en 1913, con su exitosa defensa de su tesis La interpretación de la doctrina de Kant por la Escuela de Marburg: un estudio en crítica Idealismo (en francés: L'Interprétation de la doctrine de Kant par l'École de Marburg: Étude sur l'idéalisme critique).
Voinescu fue la primera mujer rumana en obtener un doctorado en filosofía y recibió ofertas para continuar su educación en los Estados Unidos o quedarse en París para convertirse en profesora. En cambio, regresó a Rumania en 1915 y se casó con el abogado Stelian Voinescu. El matrimonio resultaría ser una unión infeliz.
Se unió a la Asociación Cristiana de Mujeres (en rumano: Asociația Creștină a Femeilor (ACF), que fue fundada en 1919 por la reina María de Rumania para ofrecer una variedad de programas filantrópicos en el período de entreguerras. La organización tenía como objetivo proporcionar a las mujeres rumanas de clase alta y media formas de brindar orientación moral y caritativa adoptando la caracterización ortodoxa de las mujeres, como madres empáticas capaces de moldear el tejido social de la sociedad a través de su amor y devoción. Voinescu murió durante la noche del 3 al 4 de junio de 1961. Está enterrada en el cementerio Bellu, en Bucarest.

## Trayectoria profesional
En 1922  no había la más mínima posibilidad de que una mujer enseñara en la Universidad de Bucarest así que Voinescu se unió a la facultad del Conservatorio de Música y Arte Dramático, rebautizado más tarde  como Real Conservatorio en 1931. Dictó conferencias sobre estética, teoría e historia del teatro. Comenzó a transmitir programas educativos en la radio en 1924. Entre 1928 y 1939, Voinescu viajó anualmente a Francia para participar en conferencias organizadas por Paul Desjardins en Abadía Pontigny. Los encuentros reunieron a intelectuales internacionales para evaluar el futuro de Europa después de la Primera Guerra Mundial. Allí conoció Charles du Bos, Roger Martin du Gard, André Gide, Paul Langevin, André Malraux, François Mauriac y Jacques Rivière . En una de estas reuniones en 1929, Du Gard preguntó por qué no llevaba un diario. A partir de ese momento, se convirtió en diarista, manteniendo registro cuidadoso de las personalidades y acontecimientos que encontró un día a otro, aunque a menudo con largos intervalos entre las entradas. Su esposo murió en 1940 y después de su muerte, sus anotaciones en el diario se relacionaron íntimamente con él como confidente, lo que ella no había experimentado durante su vida debido a sus numerosas infidelidades. 
Entre 1932 y 1942 realizó una serie de presentaciones de radio evaluando el lugar de la mujer en la sociedad rumana. Algunos de los temas que incluyó fueron Direcciones en la educación de las mujeres, La psicología de las mujeres trabajadoras de hoy, La psicología de la juventud de hoy, que consideró si el intelecto y la feminidad estaban en desacuerdo. 
Voinescu creía que la educación mejoraba la capacidad de las mujeres para ser agentes de empatía y cuidadoras morales de la sociedad. Ella era ambivalente hacia los grupos de mujeres que se basaban en un modelo occidental y luchaba por la emancipación de las mujeres, porque sentía que no abordaban la realidad rumana. En sus discursos de radio, advirtió que borrar las diferencias de género daría como resultado que las mujeres se vean limitadas por una visión masculina de la identidad.
Mientras continuaba enseñando en el Real Conservatorio, también dio clases en el Instituto Francés y la Universidad Libre de Bucarest.
En 1948, bajo el naciente régimen comunista a Voinescu  la jubilaron a la fuerza y, para aliviar el estrés, comenzó a trabajar en Scrisori către fiul și fiica mea (Cartas a mi hijo y a mi hija), una obra de ficción dirigida a los hijos que no tenían hijos. La obra no se publicaría hasta después de su muerte.
En 1951, fue acusada de ser monárquica y de ocultar su apoyo al rey Miguel I de Rumania después de su abdicación forzosa. Arrestada después de asistir a conferencias de resistencia intelectual celebradas por Petru Manoliu en la Universidad Libre, Voinescu estuvo recluida durante un año en el campo de Ghencea antes de ser enviada a la prisión de Jilava. Pasó diecinueve meses en prisión y luego estuvo bajo arresto domiciliario en un pequeño pueblo de Costești en el condado de Iași en la parte norte del país durante otro año. El pueblo estaba muy aislado, siendo imposible llegar a él excepto a caballo durante las lluvias de primavera y otoño, y con carreteras completamente intransitables en invierno debido a las condiciones de ventisca. Incluso a Voinescu se le prohibió asistir a la iglesia para limitar su contacto con la gente. Amigos, como Petru Groza, Mihail Jora y Tudor Vianu, intervinieron ante las autoridades para asegurar su liberación con una pequeña pensión.
Voinescu regresó a su país en 1954 y trabajó como traductora literaria de obras como Michael Kohlhaas, de Heinrich von Kleist, y de cuentos de Thomas Mann. El trabajo la mantenía ocupada y no tenía la misma repercusión política que la creación de sus propias obras. 
En 1960 y 1961, trabajó en Întâlnire cu eroi din literatură și teatru (Encuentros con héroes en la literatura y el teatro, 1983) y ocasionalmente se le pidió que hiciera traducciones para colegas.

### Sus obras
Voinescu comenzó a publicar, con obras como  
- Montaigne, omul și opera (Montaigne, vida y obra, 1936)
- Aspecte din teatrul contemporan (Aspectos del teatro contemporáneo, 1941)
- Eschil (Aeschylus, 1946.[7]

También contribuyó a la Historia de la filosofía moderna en 1936 con trabajos que evalúan el escepticismo francés y el neokantismo en la revista Ideea europeană  además de publicar la columna de teatro para la Revista Fundațiilor Regale.
Comenzó a  su vez a enseñar en la Escuela de Trabajo Social, que inspiró un folleto Contribution dans la Psychologie dans l'Assistance Sociale en Roumanie (Contribuciones a la psicología del trabajo social en Rumania, 1938), así como escribir críticas teatrales.
Entre 1939 y 1940, Voinescu preparó una publicación sobre cuatro dramaturgos que discutían las obras de Paul Claudel, Luigi Pirandello, George Bernard Shaw y Frank Wedekind. También escribió una condena a los que habían asesinado a Nicolae Iorga .
En 1948, bajo el naciente régimen comunista, Voinescu se retiró por la fuerza y, para revivir el estrés, comenzó a trabajar en Scrisori către fiul și fiica mea (Cartas a mi hijo y mi hija), una obra de ficción dirigida a niños que el Voinescu sin hijos nunca tuvo. El trabajo no se publicaría hasta después de su muerte.
En 1983, la Editorial Eminescu publicó Tragic Heroes, editado por Valeriu Râpeanu y luego en 1994 publicaría Letters to My Son and Daughter. 
En 1997, Maria Ana Murnu editó y publicó con Editura Albatros, The Journal, los diarios redescubiertos de Voinescu, que fue reeditado en 2013 por Biblioteca Polirom .La revista incluyó notas sobre personalidades culturales de los períodos de entreguerras y posguerra; sus relaciones con otras personas, particularmente sus interacciones con los aldeanos durante su encierro; y sus reflexiones sobre cuestiones históricas y sociales durante el tiempo que había quedado oculto tras la agenda política. Exploró con franqueza sus experiencias, como su aborrecimiento por el antisemitismo y la propaganda que justifica las confiscaciones del gobierno y la nacionalización de las propiedades de los judíos rumanos, mientras que al mismo tiempo reflexiona sobre si podría obtener una de esas casas para aliviar las dificultades financieras. en el que la había dejado la muerte de su marido. Lamentó la persecución del pueblo romaní y su frustración por la vulnerabilidad a la que se enfrentaban las mujeres debido a las restricciones sociales.
En 2001 se publicó Scrisori din Costești (Cartas de Costești), escrito durante su arresto domiciliario.

## Reconocimientos

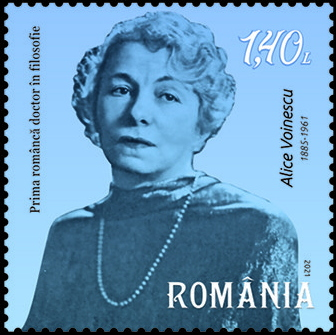
Voinescu en un sello de 2021 de Rumania

- Primera mujer en Rumania en doctorarse en filosofía.[6]